# Province vénitienne
1798–1805
Entités précédentes :
- République française ( Municipalité provisoire de Venise)

Entités suivantes :
- Royaume d'Italie

La province vénitienne (en italien : Provincia Veneta ; en allemand : Provinz Venedig ou Venetien) est le nom du territoire de l’ancienne république de Venise cédé par la Première République française à la monarchie de Habsbourg selon les termes du traité de Campo-Formio de 1797 qui met fin à la guerre de la Première Coalition. Sa capitale était Venise.
En 1805, ce pays a dû être cédé au nouveau royaume d'Italie à l'issue de la guerre de la Troisième Coalition.

## Contexte
Durant la campagne française d'Italie sur les territoires autrichiens (Milan) de 1796-1797, la seigneurie de Venise dirigée par le doge Ludovico Manin rejette une alliance avec Bonaparte, celui-ci entrait dans la Sérénissime provoquant la disparition de la République, la dissolution de son gouvernement et la prise de contrôle de son ancien territoire par l'armée française. À la suite de la poussée de l'armée d'Italie de Bonaparte sur les territoires héréditaires des Habsbourg, l’accord préliminaire de Leoben a été signé le 18 avril 1797. Les dispositions de cet accord disposent que la monarchie de Habsbourg perd le contrôle des Pays-Bas autrichiens et de la Lombardie, cédés à la France, en échange des possessions vénitiennes.
En même temps, l'invasion française de Venise aboutit à l'abdication du doge Ludovico Manin, au cours de l'ultime séance du Grand Conseil, le 12 mai 1797,. Quatre jours plus tard, la municipalité provisoire de Venise est instaurée par l'armée d'occupation,. Le traité de paix ferme de Campo-Formio a été conlu le 18 octobre 1797 : en contrepartie de la renonciation de tout droits sur les Pays-Bas du Sud et la reconnaissance de la République cisalpine, l'empereur François II, en tant que souverain de la monarchie de Habsbourg, obtient le territoire de l'ancienne république à l'est de la ligne du Canalbianco ainsi que ses possessions sur les côtes de l'Istrie et de la Dalmatie, à l'exception des îles Ioniennes (république des Sept-Îles).

## Délimitation
La frontière entre la province vénitienne et la république cisalpine est ainsi fixée par l'article 6 du traité de Campo-Formio :

« La République française consent à ce que Sa Majesté l'empereur et roi possède en toute souveraineté et propriété [...] les pays compris entre les états héréditaires de Sa Majesté l'empereur et roi, la mer Adriatique, et une ligne qui partira du Tyrol, suivra le torrent en avant de Gardola, traversera le lac de Garda jusqu'à Lacise ; de là une ligne militaire jusqu'à Sangiacomo, offrant un avantage égal aux deux parties, laquelle sera désignée par des officiers du génie nommés de part et d'autre avant l'échange des ratifications du présent traité. La ligne de limite passera ensuite l'Adige à Sangiacomo, suivra la rive gauche de cette rivière jusqu'à l'embouchure du Canal-Blanc, y compris la partie de Porto-Legnago qui se trouve sur la rive droite de l'Adige, avec l'arrondissement d'un rayon de trois mille toises. La ligne se continuera par la rive gauche du Canal-Blanc, la rive gauche du Tartaro, la rive gauche du Canal, dit la Polisella, jusqu'à son embouchure dans le Pô, et la rive gauche du grand Pô jusqu'à la mer. »

— Traité de Campo-Formio, article 6
La frontière ouest de la province est déplacée sur l'Adige en 1801 par l'article 3 du traité de Lunéville, agrandissant la république cisalpine de la Polésine, des villes et forteresses de Vérone et Legnago, et de la rive orientale du lac de Garde en amont de Lazise :

« De même, en renouvellement et confirmation de l’article 6 du traité de Campo-Formio, S. M. l’empereur et roi possédera, en toute souveraineté et propriété, [...] les pays compris entre les États héréditaires de S. M. l’empereur et roi, la mer Adriatique et l’Adige, depuis sa sortie du Tyrol jusqu’à son embouchure dans ladite mer, le thalweg de l’Adige servant de ligne de délimitation ; et comme, par cette ligne, les villes de Vérone et de Porto-Legnago se trouveront partagées, il sera établi sur le milieu des ponts desdites villes des ponts-levis qui marqueront la séparation. »

— Traité de Lunéville, article 3

## Existence
Les troupes autrichiennes occupèrent la ville de Venise le 18 janvier 1798. Le territoire acquis est regroupé dans une nouvelle province incorporée séparément de l'archiduché d'Autriche, l'empereur François II obtient de ce fait le titre de « duc de Venise », qui n'est cependant pas sujet du Saint-Empire. Le pays est dirigé par un gouverneur autrichien, l'ancienne législation vénitienne y est cependant conservée et la monnaie locale, la lire vénitienne est maintenue. La frontière ouest de la province est déplacée en 1801 en faveur de la république Cisalpine à la suite du traité de Lunéville, le talweg de la rivière Adige devenant alors la nouvelle frontière naturelle entre les deux entités.

## Fin
L'existence de la province se révèle très courte. En effet, à la suite de la défaite des armées de l'empire d'Autriche à la bataille d'Austerlitz et la ratification du traité de Presbourg en 1805, l'empereur François 1er doit céder le territoire vénitien au jeune royaume d'Italie. Toutefois, il est rendu à l'Autriche selon les termes du dernier acte du congrès de Vienne en 1815 et devient partie intégrante du nouveau royaume lombardo-vénitien.

## Sources
- (en) Cet article est partiellement ou en totalité issu de l’article de Wikipédia en anglais intitulé « Venetian Province » (voir la liste des auteurs).